# Xã Prescott, Quận Renville, Bắc Dakota
Xã Prescott (tiếng Anh: Prescott Township) là một xã thuộc quận Renville, tiểu bang Bắc Dakota, Hoa Kỳ. Năm 2010, dân số của xã này là 28 người.